# إدوين أوقست
إدوين أوقست (بالإنجليزية: Edwin August)‏ هو كاتب سيناريو ومخرج وممثل أمريكي، ولد في 20 نوفمبر 1883 بسانت لويس في الولايات المتحدة، وتوفي في 4 مارس 1964 بهوليوود في الولايات المتحدة.

## وصلات خارجية
- إدوين أوقست على موقع IMDb (الإنجليزية)
- إدوين أوقست على موقع ألو سيني (الفرنسية)
- إدوين أوقست على موقع أول موفي (الإنجليزية)
- إدوين أوقست على موقع قاعدة بيانات الأفلام السويدية (السويدية)
- إدوين أوقست على موقع قاعدة بيانات الفيلم (الإنجليزية)
- إدوين أوقست على موقع كينوبويسك (الروسية)